# Douliu
Douliu (chinesisch 斗六市, Pinyin Dǒuliù Shì, W.-G. Tou-liou shih, Pe̍h-ōe-jī Táu-la̍k-chhī; andere Schreibweisen: Douliou und Tou-liu) ist eine Stadt in Taiwan mit ca. 109.000 Einwohnern (2024). Sie ist Verwaltungssitz des Landkreises Yunlin. Die Verwaltungsgrenzen der Stadt schließen eine Fläche von 93,72 km² ein.

## Lage

Lage der Stadt Douliu im Landkreis Yunlin

Douliu liegt im östlichen Abschnitt des Landkreises Yunlin. Die Nachbargemeinden sind Gukeng im Süden, Dounan im Südwesten, Huwei im Westen, Citong und Linnei im Norden und Zhushan im Landkreis Nantou im Osten. Das Stadtgebiet hat eine längliche Form, die maximale Ost-West-Ausdehnung beträgt etwa 15 Kilometer und die maximale Nord-Süd-Ausdehnung etwa 16 Kilometer.
Douliu ist in 39 Stadtteile (里,  Lǐ) aufgeteilt.

## Geschichte

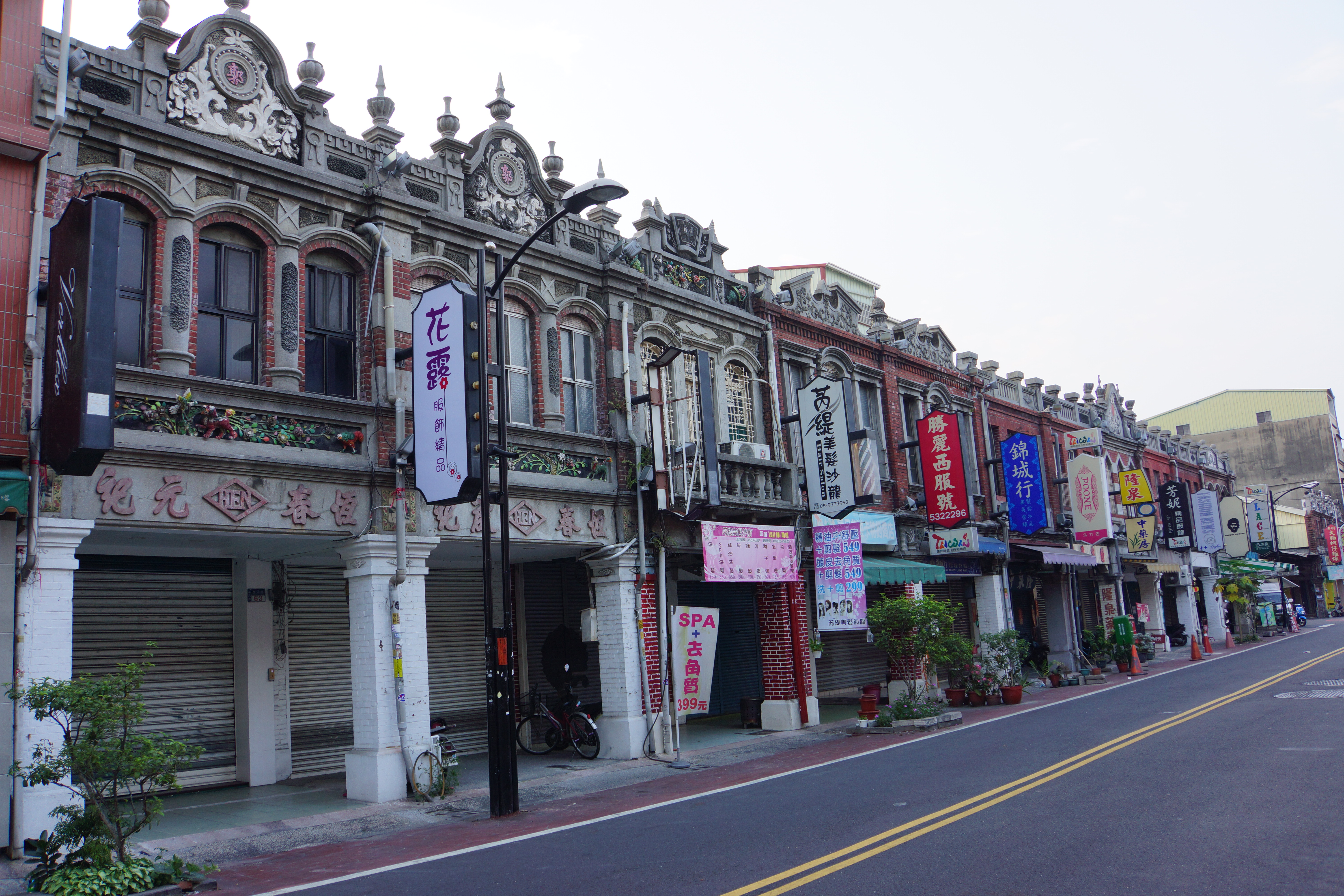
Alte Taiping-Straße

Im Bereich von Douliu (Fundstätte Meilin, 梅林遺址) wurden Keramikfunde gemacht, die auf ein Alter von 2000 bis 3000 Jahren in die taiwanische Jungsteinzeit datiert wurden. Die historisch greifbaren ersten Bewohner der Gegend waren indigene taiwanische Völker (Pingpu). Durch die kontinuierliche Einwanderung von Han-Chinesen seit dem 17. Jahrhundert wurden sie allmählich assimiliert oder in das weiter östlich gelegene Bergland abgedrängt. 
Im Jahr 1906, während der japanischen Herrschaft über Taiwan, wurde Douliu durch ein Erdbeben schwer zerstört und anschließend planmäßig neu aufgebaut. Als Sehenswürdigkeit gilt die alte Taiping-Straße (太平老街,  Tàipíng lǎo jiē). 1950 wurde Douliu die Hauptstadt des neu eingerichteten Landkreises Yunlin der Republik China auf Taiwan.
In Douliu befindet sich einer der vier Campusse der Cheng-Kung-Nationaluniversität (NCKU).